# Metakirchheimerita
La metakirchheimerita és un mineral de la classe dels fosfats que pertany al grup de la metaautunita. Rep el nom pel professor Franz Waldemar Kirchheimer (1 de juliol de 1911, Müllheim, Alemanya - 17 de juny de 1984, Friburg de Brisgòvia, Alemanya), antic director del Servei Geològic de Baden-Württemberg, geòleg, paleontòleg i historiador de mines, per la seva contribució sobre els jaciments d'urani de Baden-Württemberg

## Característiques
La metakirchheimerita és un arsenat de fórmula química Co(UO₂)₂(AsO₄)₂·8H₂O. Es tracta d'una espècie aprovada per l'Associació Mineralògica Internacional, i publicada per primera vegada el 1958. Cristal·litza en el sistema triclínic. La seva duresa a l'escala de Mohs es troba entre 2 i 2,5.
Segons la classificació de Nickel-Strunz, la metakirchheimerita pertany a «08.EB: Uranil fosfats i arsenats, amb ràtio UO₂:RO₄ = 1:1» juntament amb els següents minerals: autunita, heinrichita, kahlerita, novačekita-I, saleeïta, torbernita, uranocircita, uranospinita, xiangjiangita, zeunerita, metarauchita, rauchita, bassetita, lehnerita, metaautunita, metasaleeïta, metauranocircita, metauranospinita, metaheinrichita, metakahlerita, metanovačekita, metatorbernita, metazeunerita, przhevalskita, metalodevita, abernathyita, chernikovita, metaankoleïta, natrouranospinita, trögerita, uramfita, uramarsita, threadgoldita, chistyakovaïta, arsenuranospatita, uranospatita, vochtenita, coconinoïta, ranunculita, triangulita, furongita i sabugalita.

## Formació i jaciments
Va ser descoberta a la mina Sophia, situada a ka vall de Böckelsbach, a Wittichen, dins el districte de Rottweil (Regió de Friburg, Baden-Württemberg, Alemanya). També ha estat descrita a altres mines properes a la localitat tipus, com la mina Johann o la mina Anton, així com a d'altres indrets de França i la República Txeca.